# 엘스터베르다어 플라츠역
엘스터베르다어 플라츠역(U-Bahnhof Elsterwerdaer Platz)은 베를린 마르찬헬러스도르프구 비스도르프에 있는 U5의 역이다. 역의 이름은 엘베엘스터군의 도시 엘스터베르다에서 왔다. 1985년에 착공된 티어파르크역 이동 연장 구간의 일부로 건설되었고, 비스도르프쥐트역과 함께 1988년 7월 1일에 개통했다.
이 역이 있는 구간은 과거 철거된 VnK선의 카울스도르프 구간 노반을 재활용했다. 역이 개통된 1년 이후에는 동부 연장 구간의 종점인 회노역까지 개통되었다.
섬식 승강장이 있으며, 길이는 120 m, 너비는 12 m이다. 경사로를 통해서 승강장으로 진입할 수 있다. 그러나 역에 설치된 경사로의 길이와 직각으로 꺾이는 구간 때문에 2019년까지는 장애인 접근성 조건을 만족하지 못하는 것으로 간주되었다. 역사 건물에는 엘스터베르다에 대한 정보가 있는 패널이 설치되어 있다.

## 인접 철도역
베를린 버스 X69, 108, 154, 169, 190, 398, N69번과 환승할 수 있다.
| 베를린 지하철 5호선        | 베를린 지하철 5호선 | 베를린 지하철 5호선 |
| -------------------------- | ------------------- | ------------------- |
| 비스도르프쥐트 중앙역 방면 | U5                  | 불레탈 회노 방면    |

## 참고 문헌
- Jürgen Meyer-Kronthaler: Berlins U-Bahnhöfe. Die ersten hundert Jahre. 2. korr. und erw. Auflage. be.bra verlag, Berlin 1996, ISBN 3-930863-16-2, S. 70.